# Inn-Yang Low e.h.
 (juillet 2009).
Si vous disposez d'ouvrages ou d'articles de référence ou si vous connaissez des sites web de qualité traitant du thème abordé ici, merci de compléter l'article en donnant les références utiles à sa vérifiabilité et en les liant à la section « Notes et références ».
Pour les articles homonymes, voir Low.
Inn-Yang Low e.h. est un artiste né à Singapour en 1947 et travaillant en Suisse, spécialiste de la représentation des dragons chinois. Il réalise d'immenses toiles directement peintes au sol à l'acrylique ou à l'encre. Il est également directeur des échanges avec l'étranger de l'Epac, une école d'art contemporain en Suisse.

## Biographie

### Jeunesse
Inn-Yang Low e.h. voit le jour à Singapour. Son grand-père, médecin chinois, dessinateur de dragons et originaire de Taïwan  l'emmène dans un monastère bouddhiste. Le voyage prendra près de six mois jusqu'à sa destination dans l'Himalaya. Arrivé là-bas, Inn-Yang fragilisé par le périple souffre d'une forte fièvre. La vision d'une statue est pour lui déterminante : « La première chose que j’ai vue lorsque les portes du temple se sont ouvertes est une sculpture de dragon. Ma fièvre a alors tout de suite cessé ! » Le dragon deviendra l'un de ses thèmes de prédilection. Son grand-père regagne Taïwan. Dès son jeune âge, Inn-Yang dessine continuellement sur le sable avec un bambou la forme du dragon. Durant le voyage, son grand-père lui avait aussi enseigné à saisir le mouvement des animaux.

### Formation
En 1964, il entre à l’Académie des Arts Nan Yang Mai Chong à Singapour. Il y étudie l’art traditionnel chinois, la calligraphie, la peinture à l’huile. Il visite ensuite plusieurs pays dont l’Italie et les États-Unis. L'idée de mouvement, celui du pinceau dans la calligraphie, et celui que l'on peut trouver dans les arts martiaux, l'intéressent alors déjà. Inn-Yang entre en contact avec Grand Foster, roboticien américain. Il se passionne pour le travail de Jim Henson, créateur du Muppet show.

### Développements
Après de nombreuses expositions en Asie et la réalisation de sculptures monumentales, il part pour la Californie où il enseigne à l'Académie Fountain West Six. En 1980 pour la première fois il a un contact avec la Suisse et il projette de s'y établir.
Lors d'une nouvelle étape aux États-Unis, en Floride, il réalise des installations géantes pour de grandes entreprises. En Europe, il obtient la médaille d’argent quatre années de suite à l’Académie nationale européenne des arts de Belgique.
En 1996, il commence à travailler en tant que doyen et professeur à l'École professionnelle des arts contemporains (EPAC) en Suisse. Il y enseigne l’art cinétique, les effets spéciaux et calligraphie. Cette école a été fondée et dirigée par Patrizia Abderhalden.
Il fonde en 1997 une organisation transnationale artistique nommée Blue Pearl. Une année plus tard, Inn-Yang Low lance l’idée d’un forum « Art et Science » sur le thème du virtuel. Ce forum est organisé en 1999 à l'Institut universitaire Kurt Bösch.
Dans un article cosigné, Aline Dallier, critique et théoricienne, écrit en 2001 : « Inn-Yang n'est pas seulement un peintre de dragons traditionnels ou réactualisés. C'est aussi un cinétiste et un performer. Comment s'est-il intégré, en apparence si facilement, à ces deux formes d'expression artistique contemporaines ? En ce qui concerne le cinétisme, nul doute que la calligraphie qu'il pratique depuis l'enfance l'ait conduit à penser le mouvement physique, mécanique et électrique comme étant au cœur même de l'art. En ce qui concerne la performance, elle présente en commun avec le cinétisme de placer le corps de l'artiste et celui du spectateur-participant au centre du phénomène artistique tout en minimisant l'importance de l'objet d'art conventionnel, pour des raisons tant spirituelles que sociales. »

### Après 2000
À Paris en 2000, il réalise plusieurs performances artistiques sur le parvis de la Bastille : il peint deux œuvres avec le dragon comme thème : l'une à l’encre sur un tissu de 20 mètres et l'autre à la peinture, sur toile. Sa gestuelle, à cette occasion, présente une similitude avec les danses sacrées bouddhistes et taoïstes.
Frank Popper écrit alors dans un article cosigné : « Ses œuvres ou projets répondent à la fois à la tradition cinétique qui se veut annonciatrice de l'art technologique et virtuel et, d'autre part, au courant cinétique qui met l'accent sur l'énergie vitale. »
En 2001, en Suisse, a lieu une de ses performances sur la place de la Pierre-à-voir à Saxon. Le tissu posé au sol mesure 16 mètres sur 20. L'œuvre est terminée en deux heures et demie.
En 2004 il réalise une autre performance ayant pour thème le dragon au Centre d'art Neuchâtel,.
Il a aussi réalisé un certain nombre d'autres performances en Pologne (Cracovie, Varsovie), à Taiwan (Taipei, Tainan) et en Suisse dans le cadre du Festival Polymanga.
En 2011 l'École professionnelle des arts contemporains a dix ans.  Une autre de ses performances a lieu à cette occasion.
En 2025 il n'est plus le directeur outre-mer de l'EPAC,.
En novembre 2012, Inn-Yang Low est invité à présenter une nouvelle performance au festival ETIUDA&ANIMA  à Cracovie.
Une rétrospective de son travail est prévue à Tainan en 2013.